# These Days (Foo Fighters)
These Days è un singolo del gruppo musicale statunitense Foo Fighters, pubblicato il 1º novembre 2011 come quinto estratto dal settimo album in studio Wasting Light.

## Descrizione
Prodotta da Butch Vig, These Days è stata scritta dal frontman Dave Grohl, il quale l'ha definita come la canzone che preferisce tra tutte quelle finora composte.

## Video musicale
Il video, diretto da Wayne Isham, è composto da alcune scene tratte dalle tappe australiane e neozelandesi del tour di Wasting Light ed è stato pubblicato il 30 gennaio 2012.

## Tracce
CD promozionale (Regno Unito)
1. These Days – 4:59

## Classifiche
| Classifiche (2011/12)            | Posizione massima |
| -------------------------------- | ----------------- |
| Australia                        | 60                |
| Canada                           | 63                |
| Canada (rock)                    | 1                 |
| Regno Unito (rock & metal)       | 19                |
| Stati Uniti (alternative)        | 2                 |
| Stati Uniti (mainstream rock)    | 3                 |
| Stati Uniti (rock & alternative) | 2                 |